# Биканер
Бикане́р — город в пустыне Тар, на северо-западе индийского штата Раджастхан, центр одноимённого округа. Сельское хозяйство и вся экономика региона зависят от крупных ирригационных проектов, вроде канала Ганга (1928) и канала имени Индиры Ганди (1987). Население — 647 804 жит. (по переписи 2011 года).

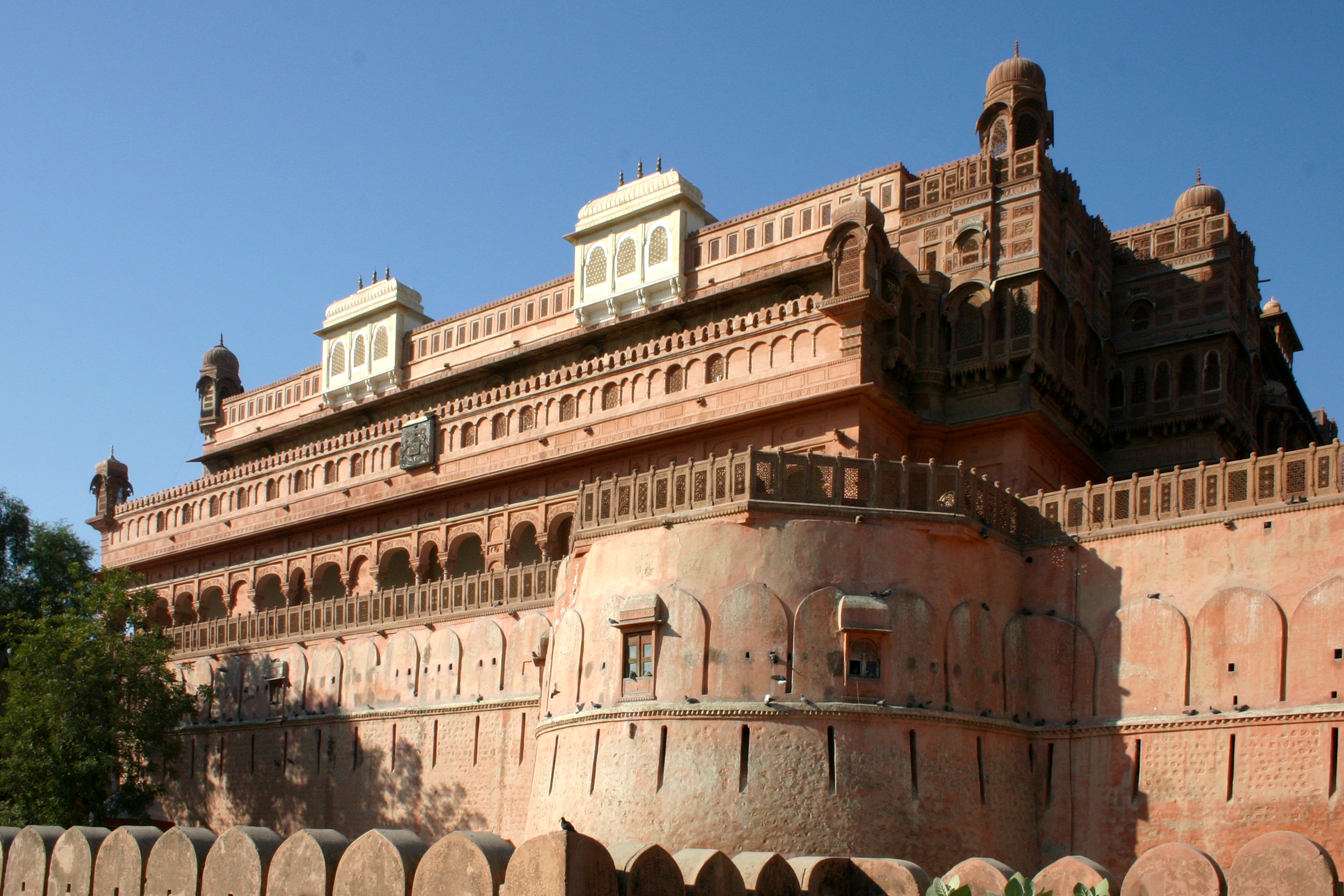
Крепость-дворец Джунагарх (XVI—XVIII века)

Биканер основан в 1465 году раджпутским вождем Бика (англ.) из клана Ратхоров, став столицей одноименного княжества. Его отец Джодха незадолго до этого основал Джодхпур, с правителями которого князья Биканера на протяжении веков состояли в конфликте. В этом споре они опирались на поддержку Великих Моголов, которым верно служили.
Хотя после проникновения в Раджпутану англичан раджи Биканера подписали с ними субсидиарный договор, британцы рассматривали Биканер как гнездо мятежа. Для управления областью было учреждено агентство Биканера, подчинённое правительственному агентству Раджпутаны. Несмотря на сложности в управлении, Биканерский верблюжий корпус в годы Опиумных войн считался гордостью британской армии.
Старый город окружён стеной, высота которой колеблется от 5 до 9 метров. Шестой биканерский раджа, Рай Сингх, разбогатев на службе у Акбара, построил дворец-крепость Джунагарх. Махараджа Ганга Сингх (1880—1943) нанял архитектора Сэмюла Джэкоба для строительства новой резиденции в вычурном индо-сарацинском стиле. Третий княжеский дворец, Лалгарх, возведён в 1902-1926 годах.

## Галерея

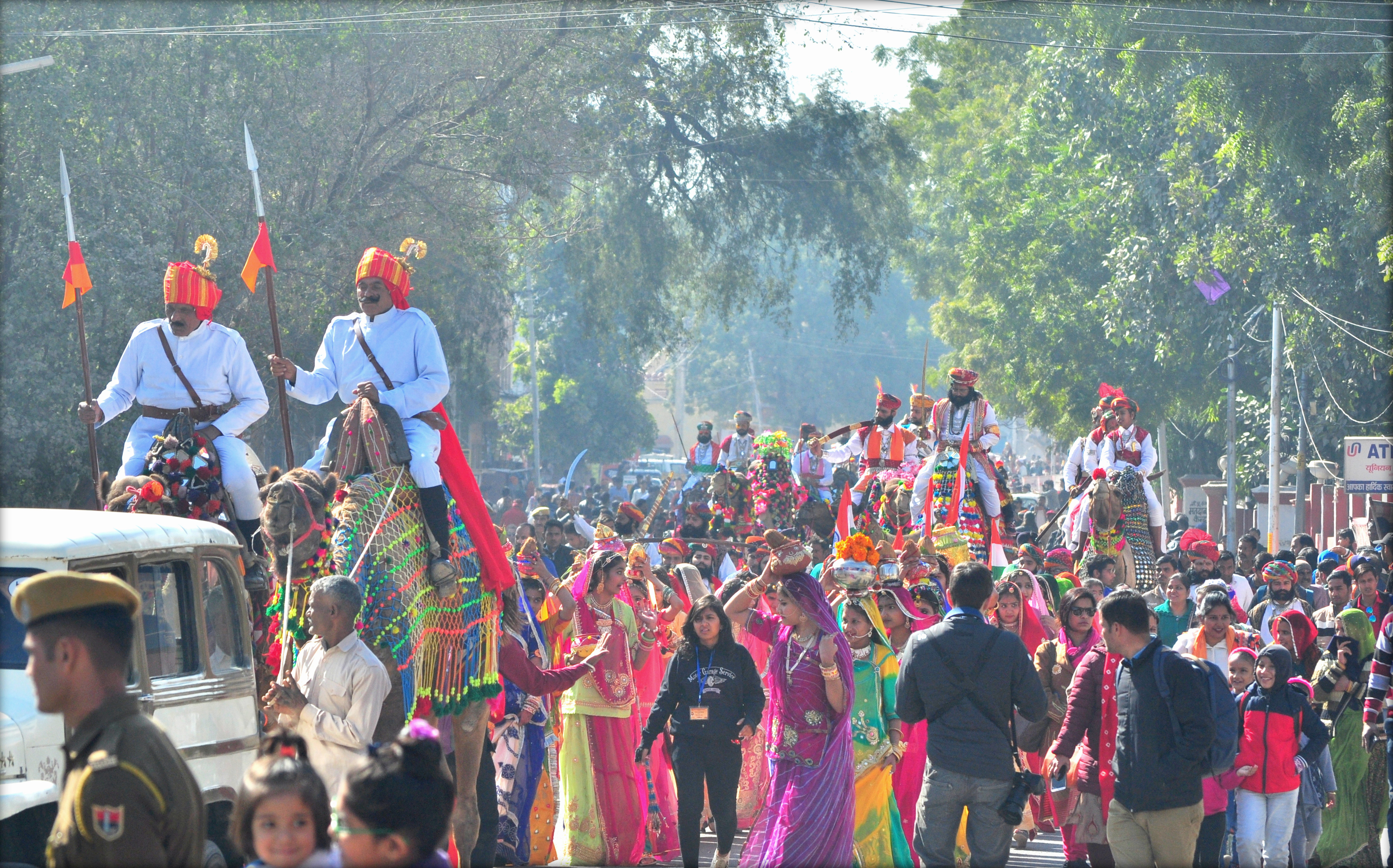
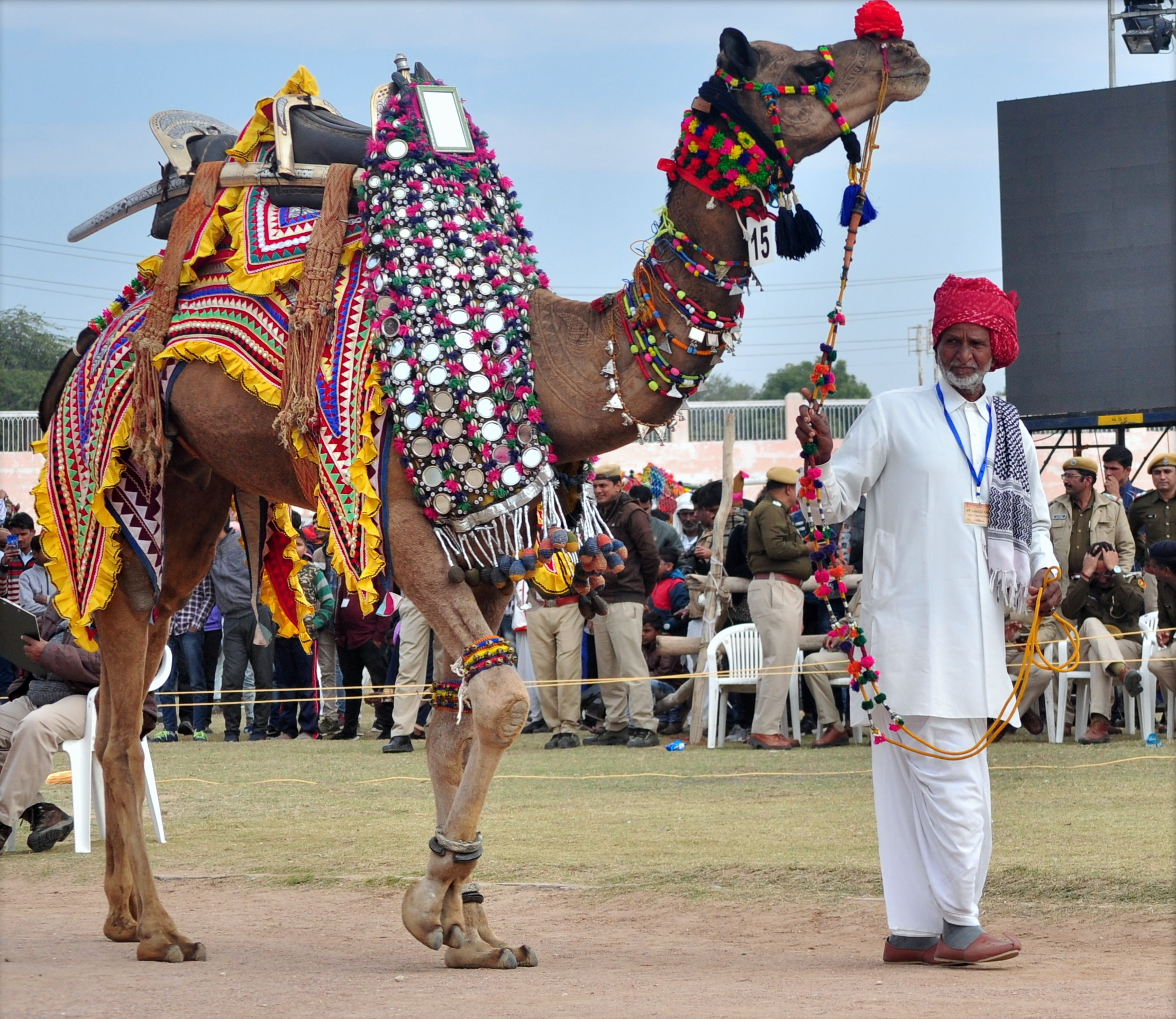
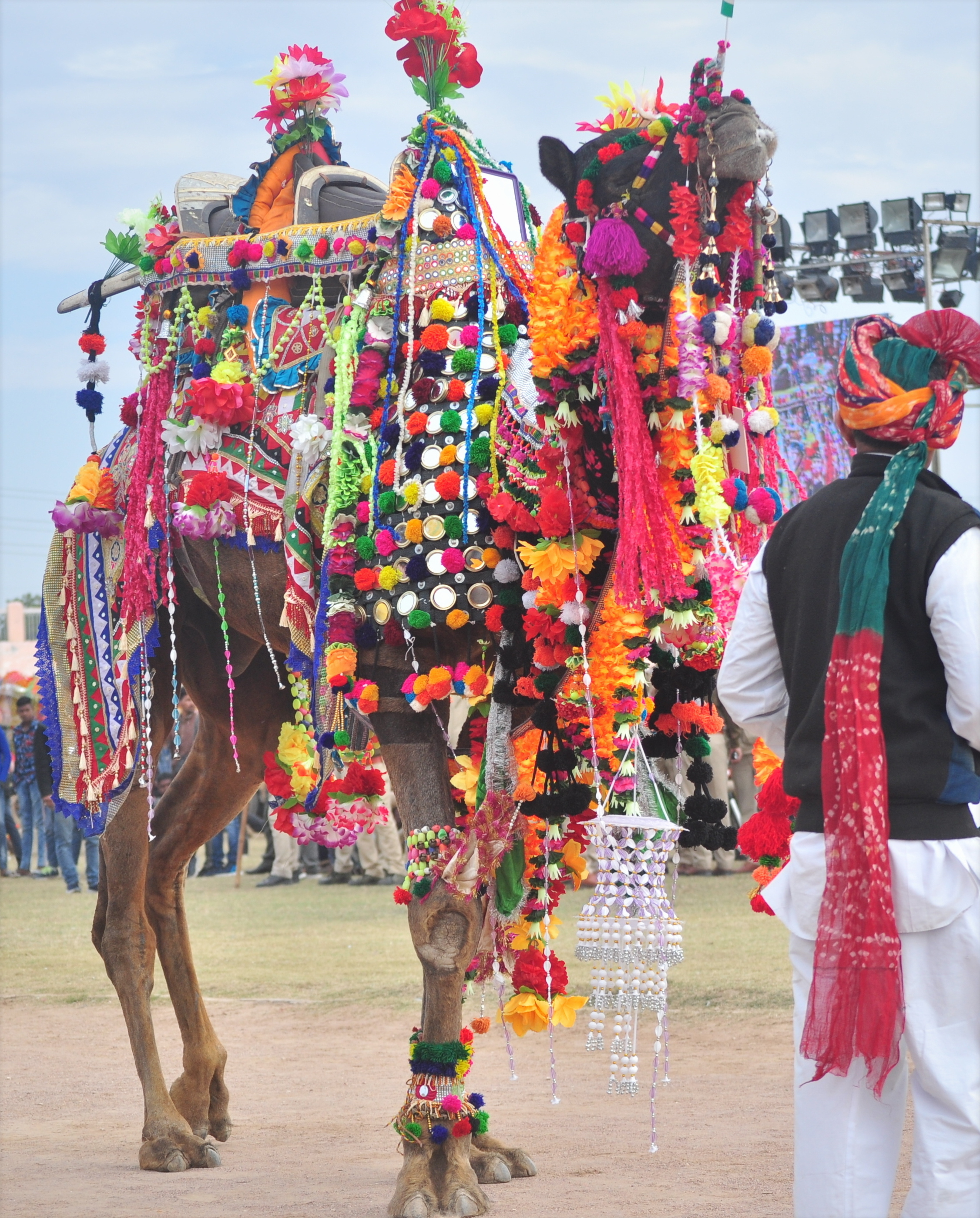
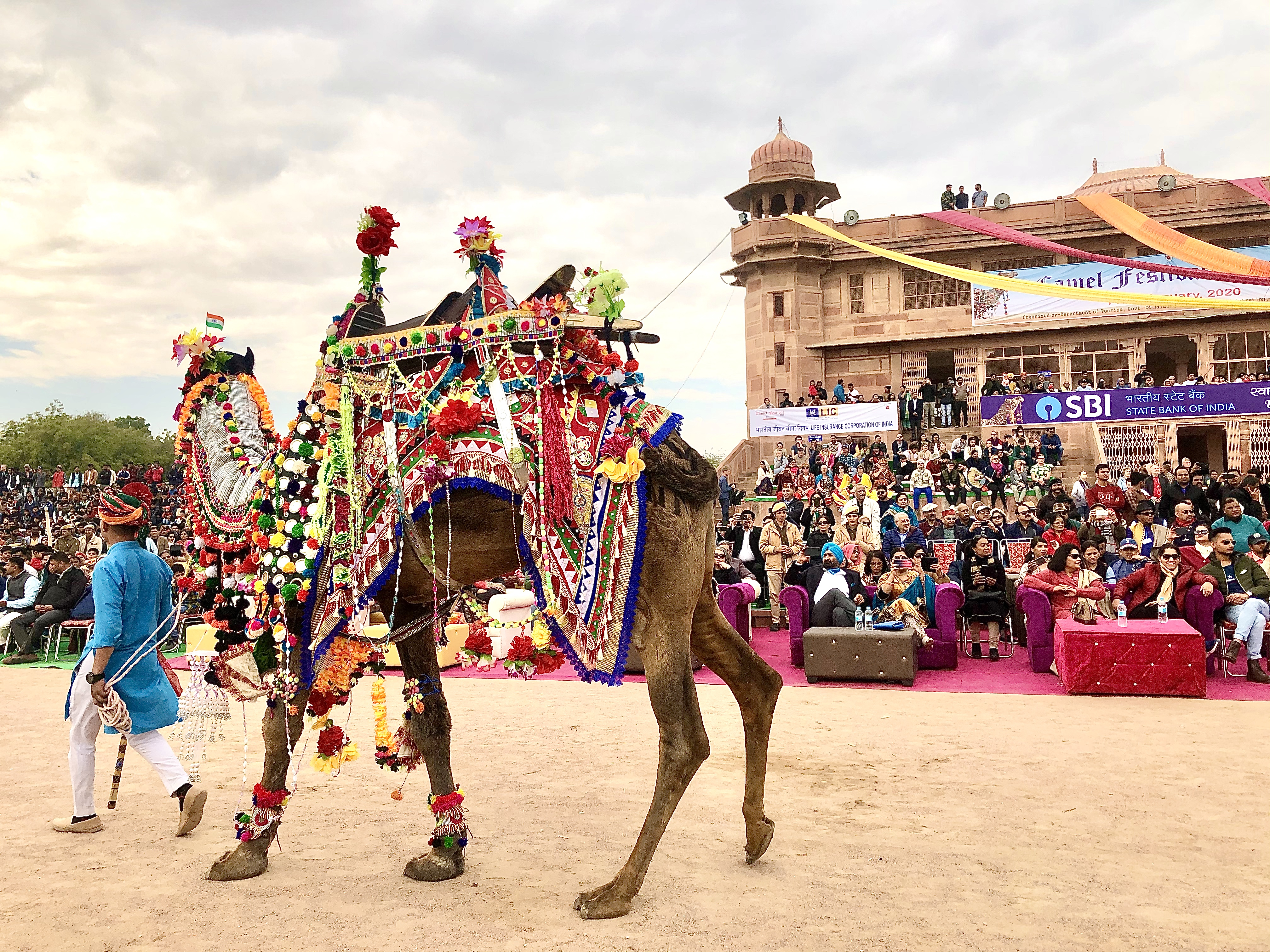
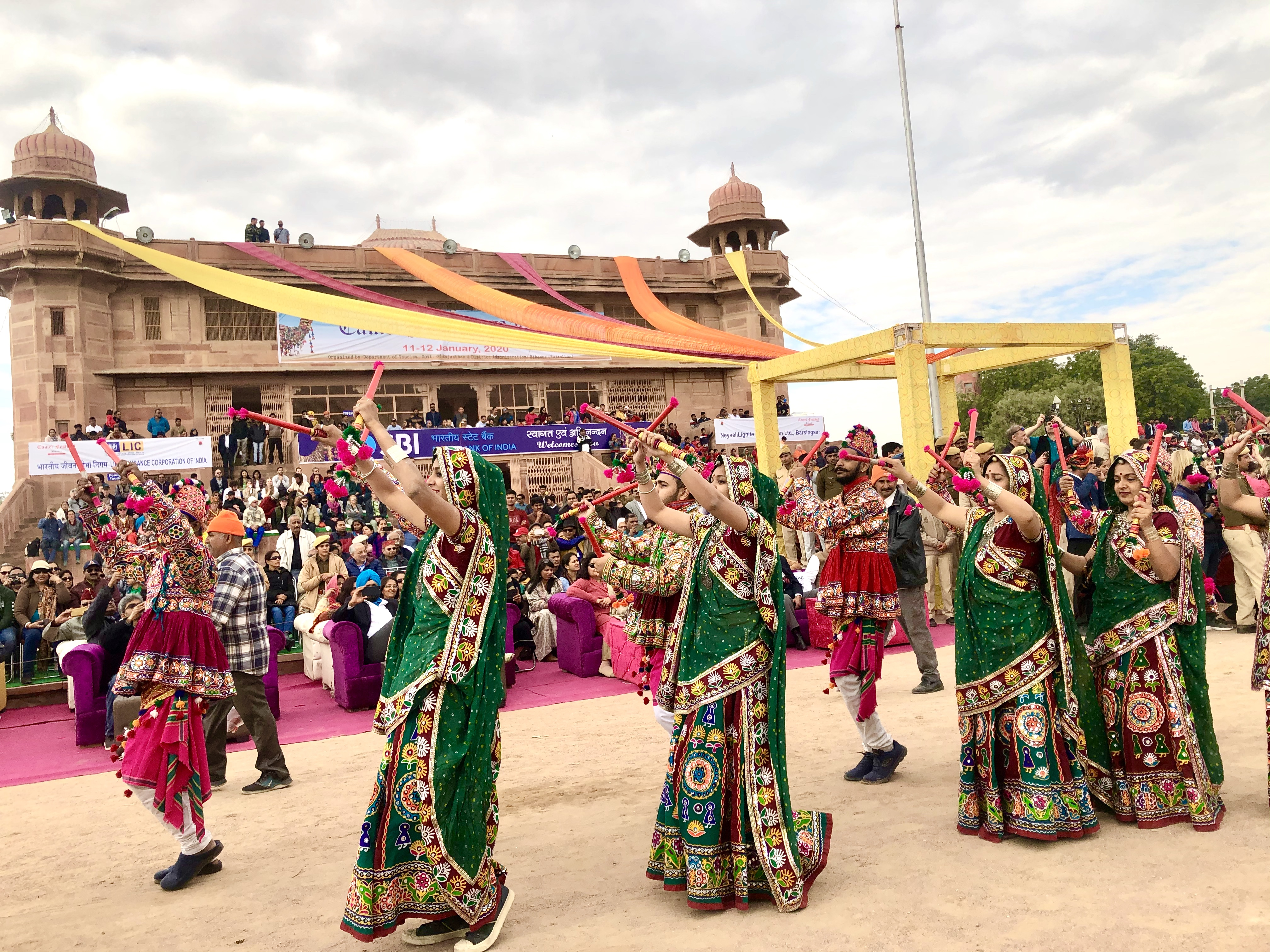
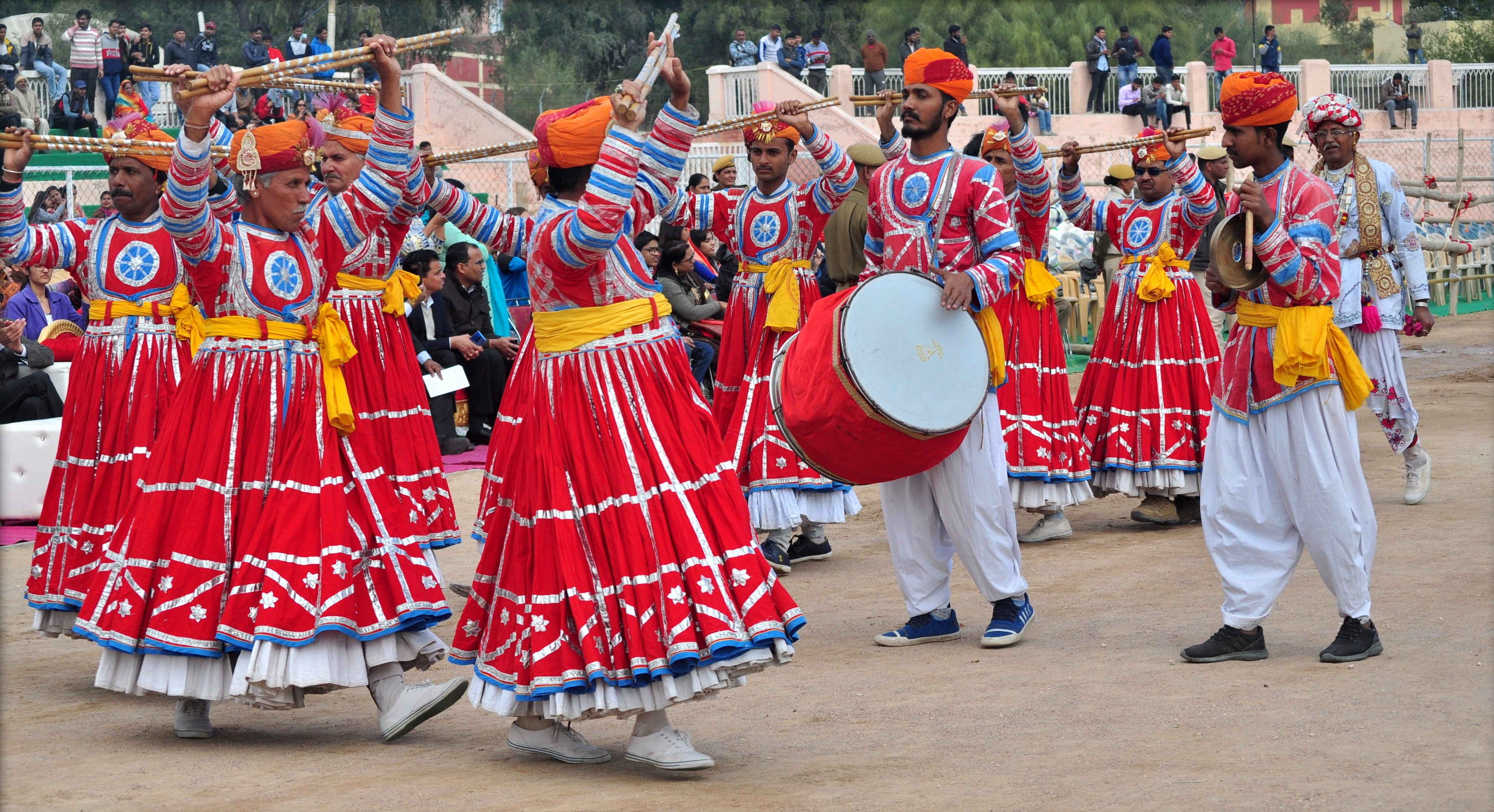

## Климат
| Показатель                    | Янв. | Фев. | Март | Апр. | Май  | Июнь | Июль | Авг. | Сен. | Окт. | Нояб. | Дек. | Год   |
| ----------------------------- | ---- | ---- | ---- | ---- | ---- | ---- | ---- | ---- | ---- | ---- | ----- | ---- | ----- |
| Средний суточный максимум, °C | 22,6 | 25,8 | 31,9 | 37,7 | 41,8 | 41,7 | 38,4 | 36,5 | 36,7 | 35,8 | 30,4  | 24,7 | 33,7  |
| Средняя температура, °C       | 14,6 | 17,2 | 23,8 | 29,8 | 34,5 | 35,5 | 33,2 | 31,7 | 30,9 | 27,9 | 21,4  | 16,1 | 26,4  |
| Средний суточный минимум, °C  | 6,5  | 8,6  | 15,7 | 22,0 | 27,1 | 29,3 | 28,1 | 26,8 | 25,2 | 20,0 | 12,4  | 7,4  | 19,1  |
| Норма осадков, мм             | 5,7  | 7,8  | 6,3  | 11,9 | 15,9 | 33,0 | 91,1 | 82,6 | 40,8 | 10,1 | 1,9   | 3,0  | 310,1 |
| Источник:                     |      |      |      |      |      |      |      |      |      |      |       |      |       |